# Roland Salm
Roland Salm (Riniken, Argòvia, 21 de febrer de 1950) va ser un ciclista suís, que fou professional entre el 1974 i el 1981. Del seu palmarès destaquen quatre Campionats nacionals en ruta consecutius entre els anys 1974 i 1977.

## Palmarès en ruta
- 1969
  -  Campió de Suïssa júnior en ruta
- 1974
  -  Campió de Suïssa en ruta
  - 1r al Tour del Nord-oest de Suïssa
- 1975
  -  Campió de Suïssa en ruta
  - 1r al Tour del Nord-oest de Suïssa
  - 1r al Giro del Vèneto
  - 1r a la Stausee-Rundfahrt Klingnau
- 1976
  -  Campió de Suïssa en ruta
- 1977
  -  Campió de Suïssa en ruta
- 1980
  - Vencedor d'una etapa a la Volta a Suïssa

### Resultats al Giro d'Itàlia
- 1974. 56è de la classificació general
- 1975. 13è de la classificació general

## Palmarès en pista
- 1973
  -  Campió de Suïssa en puntuació